# 冷水花白粉菌
冷水花白粉菌（学名：Erysiphe pileae）是属于白粉菌目白粉菌科白粉菌属的一种真菌，寄生在冷水花上。该种分布于中国、日本、俄罗斯等地。